# Bistum Zhumadian

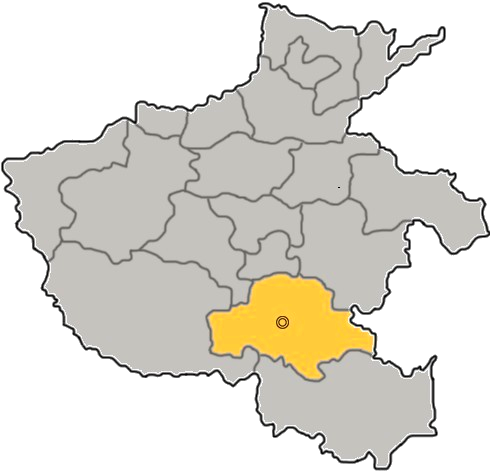
Lage von Zhumadian in der chinesischen Provinz Henan

Das Bistum Zhumadian (lat.: Dioecesis Ciumatienensis) ist ein römisch-katholisches Bistum mit Sitz in Zhumadian in der Volksrepublik China.

## Geschichte
Papst Pius XI. gründete mit dem Breve  die Apostolische Präfektur Chumatien am 2. März 1933 aus Gebietsabtretungen des Apostolischen Vikariats Nanyangfu. Am 9. November 1944 wurde sie in den Rang eines Apostolischen Vikariats erhoben. 
Mit der Apostolischen Konstitution Quotidie Nos wurde es am 11. April 1946 zum Bistum erhoben. 

## Ordinarien

### Apostolische Präfekten von Chumatien
- Peter Wang (4. August 1933 ernannt – August 1939 gestorben)
- Joseph Marie Yuen K'ai-chih (30. Juni 1939 – 9. November 1944)

### Apostolischer Vikar von Chumatien
- Joseph Marie Yuen K'ai-chih (9. November 1944 – 11. April 1946)

### Bischof von Zhumadian
- Joseph Marie Yuen K'ai-chih (11. April 1946 – 30. Januar 1969, gestorben)
- Shi Shoujing, seit 1991